# Amazon Lake (Maine)
Der Amazon Lake ist ein kleiner, natürlicher See im Washington County in Maine. Er befindet sich an der Nordseite der Pineo Mountains in der dünn besiedelten Grand Lake Stream Plantation  auf 119 m Seehöhe. Der etwa 130 mal 80 Meter große See wird vom West Branch Amazon Brook durchflossen und gehört zum Einzugsgebiet des St. Croix River.